# Selección de fútbol sub-20 de Turquía
La selección de fútbol sub-20 de Turquía es el equipo formado por futbolistas  de nacionalidad turca menores de 20 años de edad, que representa a la Federación Turca de Fútbol en la Copa Mundial Sub-20.

## Estadísticas

### Copa Mundial de Fútbol Sub-20
| Año   | Resultado        | PJ           | PG           | PE*          | PP           | GF           | GC           |              |
| ----- | ---------------- | ------------ | ------------ | ------------ | ------------ | ------------ | ------------ | ------------ |
| 1977  | No clasificó     | No clasificó | No clasificó | No clasificó | No clasificó | No clasificó | No clasificó | No clasificó |
| 1979  | No clasificó     | No clasificó | No clasificó | No clasificó | No clasificó | No clasificó | No clasificó | No clasificó |
| 1981  | No clasificó     | No clasificó | No clasificó | No clasificó | No clasificó | No clasificó | No clasificó | No clasificó |
| 1983  | No clasificó     | No clasificó | No clasificó | No clasificó | No clasificó | No clasificó | No clasificó | No clasificó |
| 1985  | No clasificó     | No clasificó | No clasificó | No clasificó | No clasificó | No clasificó | No clasificó | No clasificó |
| 1987  | No clasificó     | No clasificó | No clasificó | No clasificó | No clasificó | No clasificó | No clasificó | No clasificó |
| 1989  | No clasificó     | No clasificó | No clasificó | No clasificó | No clasificó | No clasificó | No clasificó | No clasificó |
| 1991  | No clasificó     | No clasificó | No clasificó | No clasificó | No clasificó | No clasificó | No clasificó | No clasificó |
| 1993  | Fase de grupos   | 3            | 0            | 1            | 2            | 1            | 8            |              |
| 1995  | No clasificó     | No clasificó | No clasificó | No clasificó | No clasificó | No clasificó | No clasificó | No clasificó |
| 1997  | No clasificó     | No clasificó | No clasificó | No clasificó | No clasificó | No clasificó | No clasificó | No clasificó |
| 1999  | No clasificó     | No clasificó | No clasificó | No clasificó | No clasificó | No clasificó | No clasificó | No clasificó |
| 2001  | No clasificó     | No clasificó | No clasificó | No clasificó | No clasificó | No clasificó | No clasificó | No clasificó |
| 2003  | No clasificó     | No clasificó | No clasificó | No clasificó | No clasificó | No clasificó | No clasificó | No clasificó |
| 2005  | Octavos de final | 4            | 1            | 1            | 2            | 4            | 7            |              |
| 2007  | No clasificó     | No clasificó | No clasificó | No clasificó | No clasificó | No clasificó | No clasificó | No clasificó |
| 2009  | No clasificó     | No clasificó | No clasificó | No clasificó | No clasificó | No clasificó | No clasificó | No clasificó |
| 2011  | No clasificó     | No clasificó | No clasificó | No clasificó | No clasificó | No clasificó | No clasificó | No clasificó |
| 2013  | Octavos de final | 4            | 2            | 0            | 2            | 6            | 6            |              |
| 2015  | No clasificó     | No clasificó | No clasificó | No clasificó | No clasificó | No clasificó | No clasificó |              |
| 2017  | No clasificó     | No clasificó | No clasificó | No clasificó | No clasificó | No clasificó | No clasificó |              |
| 2019  | No clasificó     | No clasificó | No clasificó | No clasificó | No clasificó | No clasificó | No clasificó |              |
| 2023  | No clasificó     | No clasificó | No clasificó | No clasificó | No clasificó | No clasificó | No clasificó |              |
| 2025  | No clasificó     | No clasificó | No clasificó | No clasificó | No clasificó | No clasificó | No clasificó |              |
| Total | 3/23             | 11           | 3            | 2            | 6            | 11           | 21           |              |

* Los empates incluyen los partidos que se definieron por penales.

### Eurocopa Sub-19
| 2002  | No clasificó   | No clasificó | No clasificó | No clasificó | No clasificó | No clasificó | No clasificó | No clasificó |             |
| 2003  | No clasificó   | No clasificó | No clasificó | No clasificó | No clasificó | No clasificó | No clasificó | No clasificó |             |
| 2004  | Subcampeón     | 5            | 2            | 1            | 2            | 10           | 10           |              |             |
| 2005  | No clasificó   | No clasificó | No clasificó | No clasificó | No clasificó | No clasificó | No clasificó | No clasificó |             |
| 2006  | Fase de grupos | 3            | 0            | 1            | 2            | 9            | 12           |              |             |
| 2007  | No clasificó   | No clasificó | No clasificó | No clasificó | No clasificó | No clasificó | No clasificó | No clasificó |             |
| 2008  | No clasificó   | No clasificó | No clasificó | No clasificó | No clasificó | No clasificó | No clasificó | No clasificó |             |
| 2009  | Fase de grupos | 3            | 0            | 1            | 2            | 2            | 4            |              |             |
| 2010  | No clasificó   | No clasificó | No clasificó | No clasificó | No clasificó | No clasificó | No clasificó | No clasificó |             |
| 2011  | Fase de grupos | 3            | 1            | 1            | 1            | 4            | 3            |              |             |
| 2012  | No clasificó   | No clasificó | No clasificó | No clasificó | No clasificó | No clasificó | No clasificó | No clasificó |             |
| 2013  | Fase de grupos | 3            | 1            | 0            | 2            | 6            | 6            |              |             |
| 2014  | No clasificó   | No clasificó | No clasificó | No clasificó | No clasificó | No clasificó | No clasificó | No clasificó |             |
| 2015  | No clasificó   | No clasificó | No clasificó | No clasificó | No clasificó | No clasificó | No clasificó | No clasificó |             |
| 2016  | No clasificó   | No clasificó | No clasificó | No clasificó | No clasificó | No clasificó | No clasificó | No clasificó |             |
| 2017  | No clasificó   | No clasificó | No clasificó | No clasificó | No clasificó | No clasificó | No clasificó | No clasificó |             |
| 2018  | Fase de grupos | 3            | 0            | 0            | 3            | 2            | 9            |              |             |
| 2019  | No clasificó   | No clasificó | No clasificó | No clasificó | No clasificó | No clasificó | No clasificó | No clasificó |             |
| 2020  | Cancelado      | Cancelado    | Cancelado    | Cancelado    | Cancelado    | Cancelado    | Cancelado    | Cancelado    |             |
| 2021  | Cancelado      | Cancelado    | Cancelado    | Cancelado    | Cancelado    | Cancelado    | Cancelado    | Cancelado    |             |
| 2022  | No clasificó   | No clasificó | No clasificó | No clasificó | No clasificó | No clasificó | No clasificó | No clasificó |             |
| 2023  | No clasificó   | No clasificó | No clasificó | No clasificó | No clasificó | No clasificó | No clasificó | No clasificó |             |
| 2024  | Play-off       | 4            | 0            | 3            | 1            | 6            | 7            |              |             |
| 2025  | Por definir    | Por definir  | Por definir  | Por definir  | Por definir  | Por definir  | Por definir  | Por definir  | Por definir |
| Total | 6/19           | 24           | 4            | 7            | 13           | 39           | 51           |              |             |

## Jugadores

### Última convocatoria
Los siguientes jugadores fueron convocados para el Torneo Esperanzas de Toulon de 2018, que se llevó a cabo entre el 26 de mayo y el 9 de junio:
| N.º | Nombre                | Posición       | Edad    | PJ | G | Club                     |
| --- | --------------------- | -------------- | ------- | -- | - | ------------------------ |
| 1   | Muhammed Şengezer     | Guardameta     | 28 años | 3  | 0 | Bursaspor                |
| 12  | Altay Bayındır        | Guardameta     | 27 años | 1  | 0 | Ankaragücü               |
| 2   | Savaş Polat           | Defensa        | 28 años | 4  | 0 | Konya Anadolu Selçukspor |
| 3   | Abdürrahim Dursun     | Defensa        | 26 años | 3  | 0 | Trabzonspor              |
| 4   | Gökhan Kardeş         | Defensa        | 28 años | 4  | 0 | Juventus București       |
| 5   | Merih Demiral         | Defensa        | 27 años | 4  | 0 | Sporting de Portugal "B" |
| 13  | Tuncer Duhan Aksu     | Defensa        | 27 años | 1  | 0 | İstanbulspor             |
| 14  | Fatih Aksoy           | Defensa        | 27 años | 2  | 0 | Beşiktaş                 |
| 15  | Adil Demirbağ         | Defensa        | 27 años | 3  | 0 | Adana Demirspor          |
| 6   | Atakan Rıdvan Çankaya | Centrocampista | 27 años | 3  | 0 | Altay                    |
| 7   | Barış Alıcı           | Centrocampista | 28 años | 4  | 1 | Altınordu                |
| 8   | Eslem Öztürk          | Centrocampista | 27 años | 4  | 0 | İstanbulspor             |
| 10  | Alican Özfesli        | Centrocampista | 28 años | 4  | 0 | Altınordu                |
| 11  | Muhammed Enes Durmuş  | Centrocampista | 28 años | 3  | 0 | Göztepe                  |
| 16  | Ahmet Canbaz          | Centrocampista | 27 años | 2  | 0 | Eintracht Braunschweig   |
| 17  | Furgan Polat          | Centrocampista | 28 años | 1  | 0 | Eskişehirspor            |
| 19  | Mustafa Eskihellaç    | Centrocampista | 28 años | 3  | 0 | Yeni Malatyaspor         |
| 20  | Harun Alpsoy          | Centrocampista | 28 años | 3  | 0 | Antalyaspor              |
| 9   | Kubilay Kanatsızkuş   | Delantero      | 28 años | 4  | 2 | Bursaspor                |
| 18  | Mücahit Can Akçay     | Delantero      | 27 años | 4  | 2 | Konya Anadolu Selçukspor |
|     | Muzaffer Bilazer      | Entrenador     | 48 años |    |   |                          |